# Oxxxymiron
Oxxxymiron (in russo Оксимирон?), pseudonimo di Miron Janovič Fëdorov (in russo Мирон Янович Фёдоров?; Leningrado, 31 gennaio 1985), è un rapper e attivista russo con cittadinanza britannica.

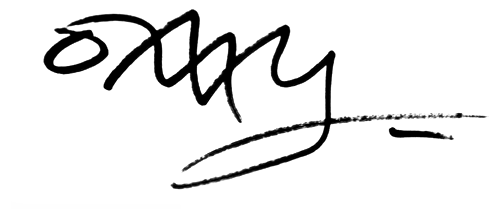
Firma di Oxxxymiron

È uno degli artisti hip-hop più influenti e importanti in Russia, e i suoi album Poslednij zvonok e Gorgorod sono considerati dalla comunità le più importanti versioni del rap russo.

## Biografia
Miron Janovič Fëdorov è nato il 31 gennaio 1985 a Leningrado da una famiglia ebrea. Suo padre, Yan Valerievich Fedorov, un fisico teorico, ha fatto la sua tesi di dottorato sulle "Proprietà statistiche delle autofunzioni di Hamiltoniani casuali a particella singola" nel 1994 presso l'Istituto BP Konstantinov di fisica nucleare di San Pietroburgo. La mamma è una bibliotecaria. 
Ha studiato alla scuola numero 185 di San Pietroburgo. Quando Miron aveva 9 anni, la sua famiglia si trasferì nella città di Essen (Nord Reno-Westfalia, Germania). Egli ebbe una relazione tesa con i compagni di classe tedeschi a causa della sua non padronanza della lingua: questo tema si è poi riflesso nella sua prima canzone Last Call. 
Miron ha fatto i suoi primi tentativi di rap all'età di 13 anni con lo pseudonimo di Myth (abbreviazione di Miron Fëdorov). Nel corso degli anni verrà tatuato sul collo il numero 1703, anno in cui fu creata la città (San Pietroburgo).
Nel 2006 gli è stata diagnosticata una psicosi maniaco-depressiva ed è stato per questo espulso dall'Università di Oxford ma è poi stato riammesso e nel 2008 ha discusso la sua tesi di laurea in letteratura inglese medievale.
Successivamente Myron si trasferì a vivere nell'East End e iniziò a cercare lavoro. A causa della "sovraqualificazione", non è riuscito a trovare un lavoro nella professione. Secondo il rapper, "ha lavorato come cassiere, traduttore, caricatore, guida turistica, guardiano di bancarelle, tutor, intrattenitore, plancton dell'ufficio e consulente con gli ungulati". Un nuovo circolo sociale, composto da emigranti di lingua russa, spinse Miron a tornare all'hip-hop. Iniziò a studiare musica sotto lo pseudonimo di "Oxxxymiron", che appariva come una combinazione del nome con il termine letterario "oxymoron" (ossimoro in inglese) e la tripla -X, riferendosi a una grande quantità di linguaggio osceno nelle sue canzoni.
Nel 2015 è uscita la serie Londongrad, diretta dallo sceneggiatore Mikhail Idov, basata sulle avventure di Oxxxymiron a Londra.
Nel 2022 ha interpretato il compositore Nikolaj Rubinštejn nel film La moglie di Tchaikovsky di Kirill Serebrennikov.

### Impegno civico
Oxxxymiron ha partecipato alle proteste di Mosca nel 2019 diventando uno dei loro leader. Ha parlato in difesa degli imputati nel cosiddetto "caso Mosca". Nell'estate del 2019, ha garantito davanti al tribunale della città di Mosca per un attivista ventenne e studente della Scuola superiore di economia Yegor Zhukov, che venne arrestato dopo la manifestazione del 27 luglio. Nel settembre dello stesso anno, fu pubblicata sul canale youtube di Oxxxymiron "Siediti al testo" , durante la quale famosi giornalisti, artisti, registi russi lessero opere letterali russe e mondiali, che il giudice stabilì in base a quali articoli del codice penale della Federazione Russa i classici potevano essere puniti. Il 7 novembre ha registrato un brano, Wind of Change, con Samariddin Radjabov, uno dei detenuti.

### Azioni di protesta
Nel gennaio 2021, è stato arrestato durante proteste di massa in difesa di Navalny.

## Discografia

### Da solista

#### Album in studio
- 2011 – Večnyj žid
- 2015 – Gorgorod
- 2021 – Krasota i urodstvo

#### Mixtape
- 2013 – MiXXXtape II: Dolgij put' domoj
- 2021 – MiXXXtape III: Smutnoe vremja

#### Singoli
- 2008 – Čto takoe Beef? (con Schokk)
- 2011 – To gusto, to pusto (con Schokk)
- 2014 – Earth Burns (con Porchy)
- 2014 – Mne skučno žit' (con LSP)
- 2015 – HPL
- 2015 – Gorod pod podošvoj
- 2017 – Čto takoe imperija?
- 2017 – Bipoljaročka
- 2018 – Tabasco (con Porchy)
- 2019 – V doglij put' (1 raund, 17ib)
- 2019 – Veter Peremen (2 raund, 17ib)
- 2019 – Delo neskol'kich minut (3 raund, 17ib)
- 2020 – V knige vse bylo po-drugomu (4 raund, 17ib)
- 2021 – Stichi o neizvestnom soldate
- 2021 – Kto ubil Marka?
- 2021 – Cunami
- 2021 – Organizacija
- 2022 – Ojda
- 2022 – Sledano v Rossii
- 2022 – 23 fevralja
- 2022 – NLO (feat. Eighteen)
- 2022 – Bassline Business
- 2022 – The Story of Alisher
- 2023 – Liga opasnogo Interneta
- 2023 – Ja znaju, čto delal prošlym letom
- 2023 – 1.Klas
- 2023 – Prekrasnoe dalëko (feat. Brutto)
- 2024 – Mir gorit
- 2024 – Žuravil (con Ooes)

#### Collaborazioni
- 2017 – Fata Morgana (Markul feat. Oxxxymiron)

### Perečuet
- 2023 – Semejnyj al'bom

## Premi
- Vincitore del premio GQ Person of the Year 2012 nella nomination Discovery of the Year
- Vincitore del premio nella categoria "Underground Star of the Year"
- Vincitore della hit parade Rap.ru "Albums of the Year - Russian Version 2011" insieme al progetto rap N1nt3ndo
- Hip-Hop.ru Awards 2009 nelle nomination: "Discovery of the Year", "Best Demo Music Track", "Best MC of the 14th Independent Battle", "Breakthrough Battle", "Best Track Battle", "Best Sparring Battle "(vs. rAp)
- Hip-Hop.ru Awards 2011 nelle nomination: "Best Album", "Best Track of Demo Music"
- Hip-Hop.ru Awards 2012 nelle nomination: "Best Video", "Performer of the Year", "Event of the Year", "Best Mixtape"
- Hip-Hop.ru Awards 2013 nelle nomination: "Best Video", "Artist of the Year", "Best Mixtape".